# Liste der Inseln von Bermuda

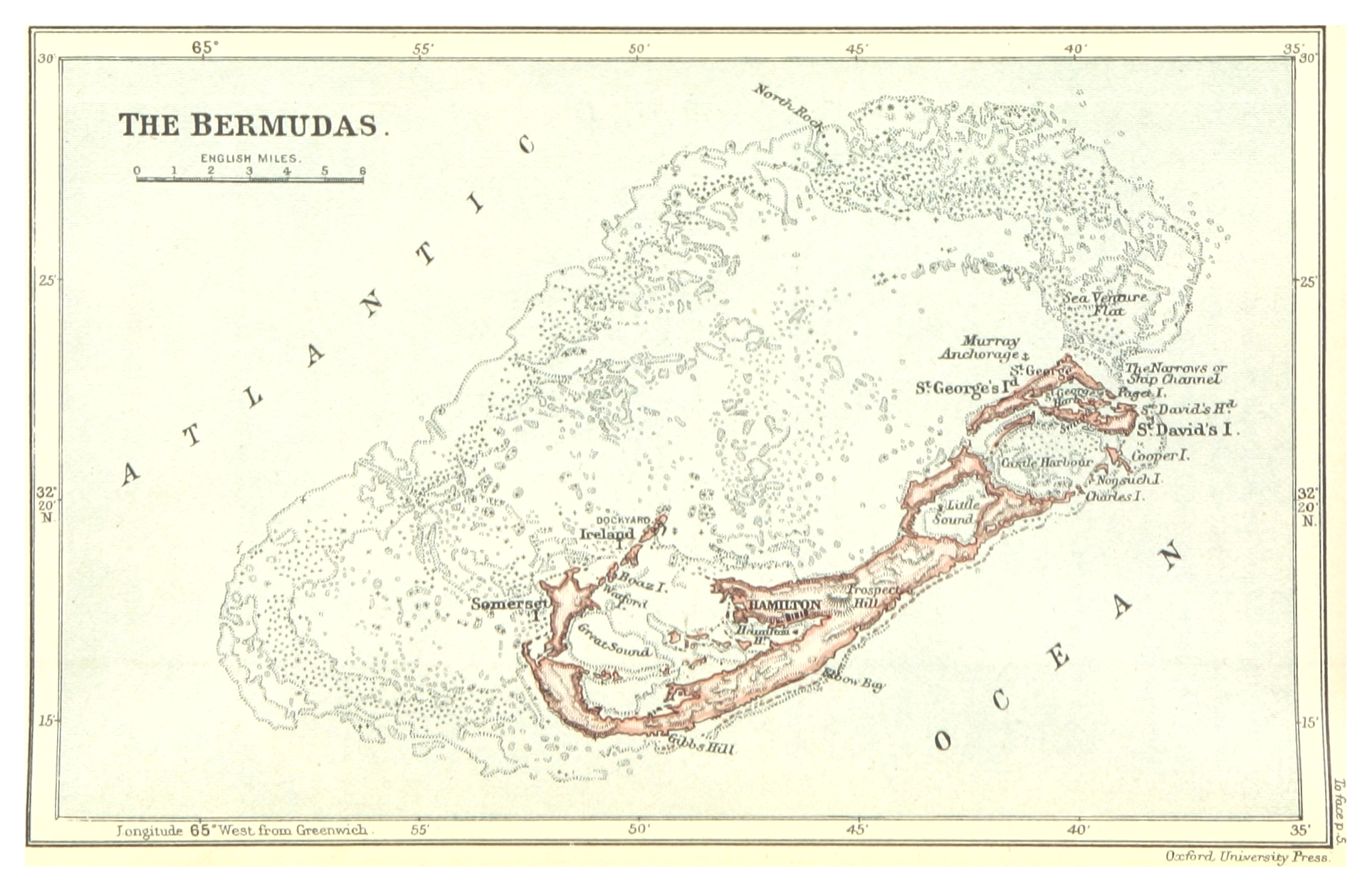
Der Bermuda-Archipel

Lage der 9 Parishes von Bermuda

Bermuda ist eine aus etwa 138 Inseln bestehende Inselgruppe im Atlantischen Ozean und – politisch – ein Britisches Überseegebiet.
In dieser Liste werden fast alle Bermuda-Inseln aufgeführt. Die Spalte „Parish“ enthält den Verwaltungsbezirk, in dem die Insel liegt. Eine Ausnahme bildet nur Grand Bermuda, da die größte Insel von Bermuda unter allen neun Parishes aufgeteilt ist.

## Inseltabelle
| Inselname             | Aliasname                    | Koordinaten           | Parish                 |
| --------------------- | ---------------------------- | --------------------- | ---------------------- |
| Agar’s Island         |                              | 32° 18′ N, 064° 49′ W | Pembroke               |
| Alpha Island          |                              | 32° 17′ N, 064° 50′ W | Warwick                |
| Banjo Island          | Bartram Island               | 32° 23′ N, 064° 42′ W | Saint George’s         |
| Bartletts Island      | Bartlett’s Islands           | 32° 15′ N, 064° 50′ W | Southampton            |
| Bay Island            |                              | 32° 21′ N, 064° 44′ W | Hamilton               |
| Beta Island           |                              | 32° 17′ N, 064° 50′ W | Warwick                |
| Bethell’s Island      |                              | 32° 17′ N, 064° 53′ W | Sandys                 |
| Bird Island           |                              | 32° 18′ N, 064° 49′ W | Pembroke               |
| Bird Rock             |                              | 32° 20′ N, 064° 40′ W | Saint George’s         |
| Bluck’s Island        | Denslows Island, Dyer Island | 32° 17′ N, 064° 49′ W | Warwick                |
| Boaz Island           |                              | 32° 19′ N, 064° 51′ W | Sandys                 |
| Brangman’s Island     |                              | 32° 21′ N, 064° 40′ W | Saint George’s         |
| Brooks Island         |                              | 32° 22′ N, 064° 41′ W | Saint George’s         |
| Buck Island           |                              | 32° 15′ N, 064° 52′ W | Southampton            |
| Burnt Island          |                              | 32° 17′ N, 064° 48′ W | Warwick                |
| Burt’s Island         | Burt Island                  | 32° 17′ N, 064° 50′ W | Warwick                |
| Burt’s Island         | Burt Island                  | 32° 22′ N, 064° 40′ W | Saint George’s         |
| Castle Island         | Castle Islet                 | 32° 20′ N, 064° 40′ W | Saint George’s         |
| Cat Island            |                              | 32° 18′ N, 064° 49′ W | Pembroke               |
| Cave Island           |                              | 32° 22′ N, 064° 41′ W | Saint George’s         |
| Charles Island        | Old Castle Island            | 32° 20′ N, 064° 40′ W | Saint George’s         |
| Cobbler Island        | Cobbler´s Island             | 32° 18′ N, 064° 49′ W | Pembroke               |
| Coney Island          |                              | 32° 22′ N, 064° 43′ W | Saint George’s         |
| Cooper’s Island       |                              | 32° 21′ N, 064° 40′ W | Saint George’s         |
| Crawl Island          |                              | 32° 19′ N, 064° 51′ W | Sandys                 |
| Cross Island          | Magazine Island              | 32° 19′ N, 064° 50′ W | Sandys                 |
| Crow Island           | Easmo's Island               | 32° 20′ N, 064° 44′ W | Hamilton               |
| Current Island        |                              | 32° 18′ N, 064° 51′ W | Sandys                 |
| Daniel’s Island       | Daniel Island                | 32° 18′ N, 064° 53′ W | Sandys                 |
| Darrell’s Island      | Darrell Island               | 32° 16′ N, 064° 49′ W | Warwick                |
| Delta Island          |                              | 32° 17′ N, 064° 49′ W | Warwick                |
| Doctors Island        |                              | 32° 17′ N, 064° 48′ W | Paget                  |
| Epsilon Island        |                              | 32° 17′ N, 064° 49′ W | Warwick                |
| Eta Island            |                              | 32° 17′ N, 064° 49′ W | Warwick                |
| Fern Island           | Fem Island                   | 32° 17′ N, 064° 49′ W | Warwick                |
| Ferry Island          |                              | 32° 22′ N, 064° 43′ W | Saint George’s         |
| Five Star Island      | Wilson’s Island              | 32° 15′ N, 064° 51′ W | Southampton            |
| Gamma Island          |                              | 32° 17′ N, 064° 50′ W | Warwick                |
| Gibbet Island         | Gallows Island               | 32° 19′ N, 064° 45′ W | Smith’s                |
| Goat Island           |                              | 32° 18′ N, 064° 48′ W | Pembroke               |
| Godet’s Island        |                              | 32° 17′ N, 064° 48′ W | Paget                  |
| Governor’s Island     |                              | 32° 22′ N, 064° 39′ W | Saint George’s         |
| Grace Island          |                              | 32° 16′ N, 064° 50′ W | Southampton            |
| Grand Bermuda         | Great Bermuda, The Main      | 32° 18′ N, 064° 46′ W | (Alle Parishes)        |
| Grasbury’s Island     | Grazbury's Island            | 32° 21′ N, 064° 39′ W | Saint George’s         |
| Great Oswego Island   |                              | 32° 22′ N, 064° 40′ W | Saint George’s         |
| Green Rock            | Green Island                 | 32° 21′ N, 064° 40′ W | Saint George’s         |
| Grey’s Island         |                              | 32° 19′ N, 064° 51′ W | Sandys                 |
| Hall’s Island         | Hall Island                  | 32° 20′ N, 064° 43′ W | Hamilton               |
| Hawkins Island        | Elizabeth Island             | 32° 17′ N, 064° 50′ W | Warwick                |
| Hen Island            | Saint Michaels Island        | 32° 23′ N, 064° 40′ W | Saint George’s         |
| Heron’s Rock          |                              | 32° 19′ N, 064° 51′ W | Sandys                 |
| Higgs Island          | Higgs' Island                | 32° 23′ N, 064° 40′ W | Saint George’s         |
| Hinson’s Island       |                              | 32° 18′ N, 064° 49′ W | Pembroke               |
| Hinson’s Island       | Godet's Island               | 32° 17′ N, 064° 48′ W | Paget                  |
| Horn Rock Island      | Horn Rock                    | 32° 21′ N, 064° 40′ W | Saint George’s         |
| Horseshoe Island      |                              | 32° 23′ N, 064° 40′ W | Saint George’s         |
| Hospital Island       |                              | 32° 19′ N, 064° 51′ W | Sandys                 |
| Idol Island           |                              | 32° 21′ N, 064° 40′ W | Saint George’s         |
| Inner Island          |                              | 32° 19′ N, 064° 52′ W | Sandys                 |
| Iota Island           |                              | 32° 17′ N, 064° 49′ W | Warwick                |
| Ireland Island North  | Ireland Island               | 32° 20′ N, 064° 50′ W | Sandys                 |
| Ireland Island South  | Ireland Island               | 32° 19′ N, 064° 51′ W | Sandys                 |
| Irresistible Island   |                              | 32° 17′ N, 064° 49′ W | Warwick                |
| Kappa Island          | Kappa Rock                   | 32° 17′ N, 064° 50′ W | Warwick                |
| Lambda Island         |                              | 32° 17′ N, 064° 50′ W | Warwick                |
| Lefroy Island         |                              | 32° 17′ N, 064° 49′ W | Pembroke               |
| Little Oswego Island  |                              | 32° 22′ N, 064° 40′ W | Saint George’s         |
| Little Rogues Island  | Little Rogue’s Island        | 32° 22′ N, 064° 42′ W | Saint George’s         |
| Long Bird Island      |                              | 32° 22′ N, 064° 42′ W | Saint George’s         |
| Long Island           |                              | 32° 17′ N, 064° 49′ W | Warwick                |
| Long Island           |                              | 32° 22′ N, 064° 41′ W | Saint George’s         |
| Long Rock             |                              | 32° 21′ N, 064° 39′ W | Saint George’s         |
| Malabar Island        |                              | 32° 19′ N, 064° 51′ W | Sandys                 |
| Marshall’s Island     | Marshall Island              | 32° 17′ N, 064° 49′ W | Warwick                |
| Middle Island         |                              | 32° 19′ N, 064° 52′ W | Sandys                 |
| Moresby’s Island      |                              | 32° 19′ N, 064° 51′ W | Sandys                 |
| Morgan’s Island       |                              | 32° 17′ N, 064° 53′ W | Sandys                 |
| Mount Island          |                              | 32° 18′ N, 064° 49′ W | Pembroke               |
| Mouse Island          |                              | 32° 18′ N, 064° 49′ W | Pembroke               |
| Nelly Island          |                              | 32° 17′ N, 064° 49′ W | Warwick                |
| Nonsuch Island        |                              | 32° 21′ N, 064° 40′ W | Saint George’s         |
| One Tree Island       |                              | 32° 19′ N, 064° 52′ W | Sandys                 |
| Ordnance Island       | Ordinance Island             | 32° 23′ N, 064° 41′ W | Town of Saint George’s |
| Outer Island          |                              | 32° 19′ N, 064° 52′ W | Sandys                 |
| Paget Island          |                              | 32° 23′ N, 064° 40′ W | Saint George’s         |
| Palm Island           |                              | 32° 17′ N, 064° 53′ W | Sandys                 |
| Partridge Island      |                              | 32° 18′ N, 064° 49′ W | Pembroke               |
| Pear Rock Island      | Pear Rock                    | 32° 21′ N, 064° 39′ W | Saint George’s         |
| Pearl Island          |                              | 32° 18′ N, 064° 50′ W | Warwick                |
| Peggy’s Island        | Peggys Island                | 32° 22′ N, 064° 40′ W | Saint George’s         |
| Perot’s Island        | Crumb-Brush Island           | 32° 16′ N, 064° 50′ W | Southampton            |
| Ports Island          |                              | 32° 17′ N, 064° 49′ W | Warwick                |
| Rabbit Island         |                              | 32° 20′ N, 064° 44′ W | Hamilton               |
| Regatta Island        |                              | 32° 19′ N, 064° 51′ W | Sandys                 |
| Reid Island           |                              | 32° 17′ N, 064° 48′ W | Paget                  |
| Rickett’s Island      |                              | 32° 17′ N, 064° 50′ W | Warwick                |
| Riddell’s Island      |                              | 32° 16′ N, 064° 50′ W | Southampton            |
| Rogue Island          | Rogue´s Island               | 32° 22′ N, 064° 42′ W | Saint George’s         |
| Rushy Island          |                              | 32° 20′ N, 064° 40′ W | Saint George’s         |
| Saint David’s Island  |                              | 32° 22′ N, 064° 41′ W | Saint George’s         |
| Saint George’s Island | King´s Island                | 32° 23′ N, 064° 41′ W | Saint George’s         |
| Saltus Island         |                              | 32° 17′ N, 064° 48′ W | Pembroke               |
| Smith’s Island        |                              | 32° 22′ N, 064° 40′ W | Saint George’s         |
| Somerset Island       |                              | 32° 18′ N, 064° 52′ W | Sandys                 |
| Spectacle Island      | Hunt Island                  | 32° 16′ N, 064° 50′ W | Southampton            |
| Spectacle Island      |                              | 32° 17′ N, 064° 48′ W | Warwick                |
| Theta Island          |                              | 32° 17′ N, 064° 49′ W | Warwick                |
| Tilley Island         |                              | 32° 18′ N, 064° 49′ W | Pembroke               |
| Trunk Island          |                              | 32° 20′ N, 064° 44′ W | Hamilton               |
| Turtle Island         |                              | 32° 19′ N, 064° 43′ W | Smith’s                |
| Verrill Island        |                              | 32° 17′ N, 064° 49′ W | Pembroke               |
| Watford Island        |                              | 32° 18′ N, 064° 51′ W | Sandys                 |
| Watling Island        |                              | 32° 17′ N, 064° 48′ W | Warwick                |
| Westcott Island       |                              | 32° 22′ N, 064° 40′ W | Saint George’s         |
| Whale Island          |                              | 32° 17′ N, 064° 53′ W | Sandys                 |
| Whalers Island        |                              | 32° 22′ N, 064° 40′ W | Saint George’s         |
| White’s Island        | White Island                 | 32° 17′ N, 064° 47′ W | Paget                  |
| Zeta Island           |                              | 32° 17′ N, 064° 49′ W | Warwick                |